# Hermitage (film)
Pour les articles homonymes, voir Hermitage.
Pour plus de détails, voir Fiche technique et Distribution.
Hermitage est un court métrage dramatique italien réalisé par Carmelo Bene et sorti en 1968.

## Synopsis
Le film se déroule dans une chambre d'hôtel remplie de meubles luxueux dans le salon et les chambres. Le protagoniste se perd dans la chambre, fumant et essayant de dormir, tandis qu'un narrateur parle de l'union biblique entre Jacob et Rachel, stérile, qui a dû utiliser une servante pour que les deux puissent avoir des enfants. Jacob éprouve encore des sentiments pour sa femme Rachel, lui écrivant même une lettre d'amour. Mais soudain, il l'exécute et s'intéresse à un vase de roses célestes. Il entend alors une voix provenant de l'armoire : c'est sa femme qui, après d'interminables moments de contemplation, quitte la pièce.
S'agit-il d'une vision ou d'une simple réalité ?
Le protagoniste commence alors à réévaluer la situation et finit par changer le destinataire de la lettre. Ce n'est plus « elle », mais « lui » qui est le destinataire et c'est le premier signe que le protagoniste sombre dans un état de narcissisme puissant.
Bientôt, la femme du protagoniste disparaît à jamais de sa mémoire et le protagoniste en vient à ne penser qu'à lui-même ; cependant, après un certain temps, il réévalue la situation et décide de s'empoisonner.

## Fiche technique
- Titre original italien et français : Hermitage[1],[2]
- Réalisation : Carmelo Bene
- Scénario : Carmelo Bene
- Photographie : Giulio Albonico
- Montage : Pino Giomini
- Musique : Vittorio Gelmetti (it)
- Décors et costumes : Carmelo Bene
- Production : Giorgio Patara
- Société de production : Nexus film
- Pays de production :  Italie
- Langue originale : italien
- Format : Couleur - 1,33:1 - Son mono - 35 mm
- Genre : Nexus film
- Durée : 25 minutes
- Dates de sortie : 
  - Italie : 1968

## Distribution
- Carmelo Bene : L'homme (Jacob)
- Lydia Mancinelli : La femme (Rachel)

## Production
Le film est adapté du roman Credito italiano V.E.R.D.I. paru en 1967. Il est tourné dans la suite 804 de l'hôtel Hermitage à Rome. Bene a précisé qu'il s'agissait d'une répétition pour l'éclairage et d'une préparation pour le film suivant, Notre-Dame des Turcs, mais il doit néanmoins être considéré, d'une manière ou d'une autre, comme une œuvre à part entière. Le film a pour interprète principal et unique Carmelo Bene, à l'exception de l'apparition sporadique et fugace de Lydia Mancinelli, et a pour ligne directrice, parfois brisée, le son de la voix (souvent hors-champ) et la musique. La reconstitution confiée à la voix s'appuie sur des réminiscences bibliques, puis passe à une période romaine non précisée, mais qui pourrait se référer à Caligula ou à Néron ou à un autre empereur de l'époque impériale. Les dernières phrases prononcées ramènent tout à la relation conflictuelle et éternelle que l'on entretient avec sa mère.
Dans toutes les séquences du film, on retrouve le thème de l'oppression causée par le fait de se trouver dans un espace défini et fermé. Carmelo Bene cite d'ailleurs Francis Bacon en parlant de ses œuvres qui semblent vouloir quitter la toile, comme si elles s'impatientaient de leur destin spatio-temporel. Mieux encore, cette incapacité particulière à acquérir une forme, à posséder un espace, est peut-être la plus évidente dans son Don Juan. Cette intolérance à se contenir dans la dimension spatio-temporelle est également réitérée par Enrico Ghezzi lorsqu'il parle de l'Hermitage...

« ... qui est, dès le début, le choc avec soi-même, surtout dans le miroir, comme ennemi, comme autre, comme inaccessible ; c'est le choc avec la séparation du spectacle. »

— Extrait de l'émission Una videocosa d'Enrico Ghezzi sur la chaîne Rai3.